# 7ª Divisione fanteria "Lupi di Toscana"

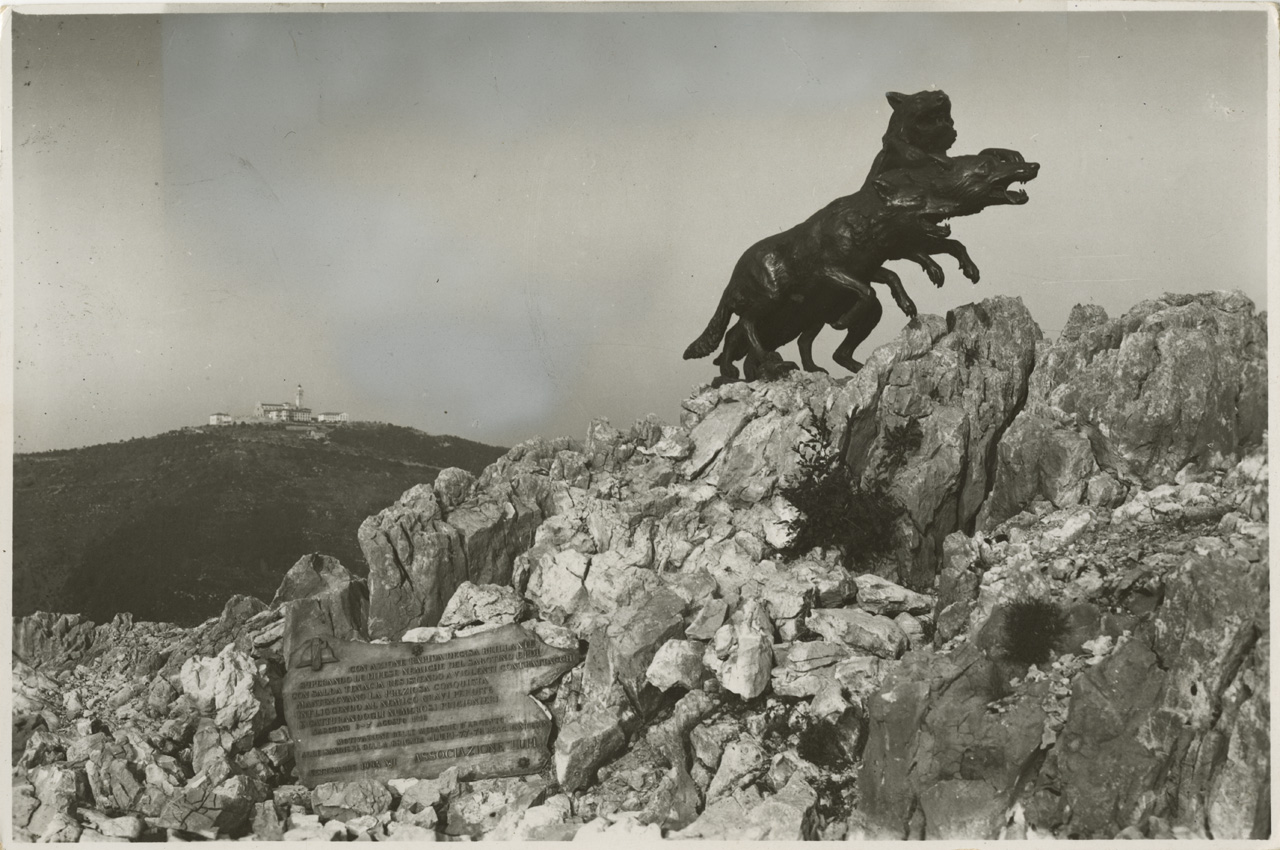
Monte Sabotino. Monumento ai lupi di Toscana

La 7ª Divisione fanteria "Lupi di Toscana" è stata una Grande Unità del Regio Esercito. Traeva le sue origini da una Brigata di fanteria costituita nella seconda metà del diciannovesimo secolo. Prese parte alle due guerre mondiali.

## Storia
Inizialmente chiamata brigata Granatieri di Toscana (7º e 8º reggimento fanteria) fin dal 1862 e successivamente ridenominata brigata Toscana (77° e 78°) nel 1871, già in passato, durante la prima guerra mondiale i suoi fanti si distinsero in guerra. Fu nel 1915 che per la prima volta furono chiamati «lupi» (da cui il motto Tusci ab hostium grege legio vocati luporum) dal nemico.
Nel 1916 conquistarono il monte Sabotino e il Dosso Faiti, per questi atti eroici fu concessa la medaglia d'oro al valor militare.
Sempre nella Prima Guerra Mondiale combatterono anche sull'Altopiano dei Sette Comuni, luogo dove sono ricordati per le loro gesta eroiche con alcune lapidi commemorative sparse sul territorio ed una cappella che si trova presso contrada Zocchi.
Alle Bocche del Timavo fu eretto in onore della brigata il monumento ai Lupi di Toscana, opera dell'architetto Guido Cirilli.
Nel 1938 venne costituita come divisione di fanteria binaria formata dai reggimenti 77° (di stanza a Brescia nella Caserma "Giovanni Randaccio") e 78° di fanteria (di stanza a Bergamo nella Caserma "Umberto I" poi "Montelungo") e 30° d'artiglieria, anch'esso a Brescia (Caserma "Flavio Ottaviani").
Durante la campagna di Grecia  (dicembre 1940), inquadrata nel IV Corpo d'armata, 9ª Armata, venne impiegata al suo arrivo senza armamento pesante per tamponare una falla apertasi nello schieramento sotto l'attacco greco, cedendo terreno sotto grosse perdite, e fu rinominata con finalità propagandistiche dalla propaganda greca "lepri di toscana" mentre in effetti i fatti dipendevano da un uso errato dell'unità da parte del comando superiore e non dal coraggio dimostrato comunque in combattimento dai fanti. Tuttavia i reduci narrarono che nelle fasi di ritirata vi furono casi di armamenti gettati nei burroni per sottrarli all'eventuale cattura da parte del nemico. Si distinsero, invitti, gli Arditi della 15ª Legione CCNN d'Assalto della MVSN, in forza alla divisione.
L'anno successivo pensarono alla difesa della costa ligure e francese, infine si scontrarono contro i Tedeschi a nord di Roma a Civitavecchia e La Spezia.

Nel 1947 venne ricostituito il 78º reggimento, con sede alla caserma Gonzaga di Scandicci (Firenze), che venne soppresso ufficialmente il 31 marzo 2008 a causa della ristrutturazione interna dell'Esercito Italiano e la fine del servizio di leva obbligatorio. Il 7 aprile 2008 la bandiera di guerra del 78º Reggimento "Lupi di Toscana" viene consegnata al sacrario delle bandiere dell'Altare della Patria in Roma, alla presenza del Capo di stato maggiore dell'Esercito Italiano e, tra gli altri, dell'Ass. Naz. Del Fante.

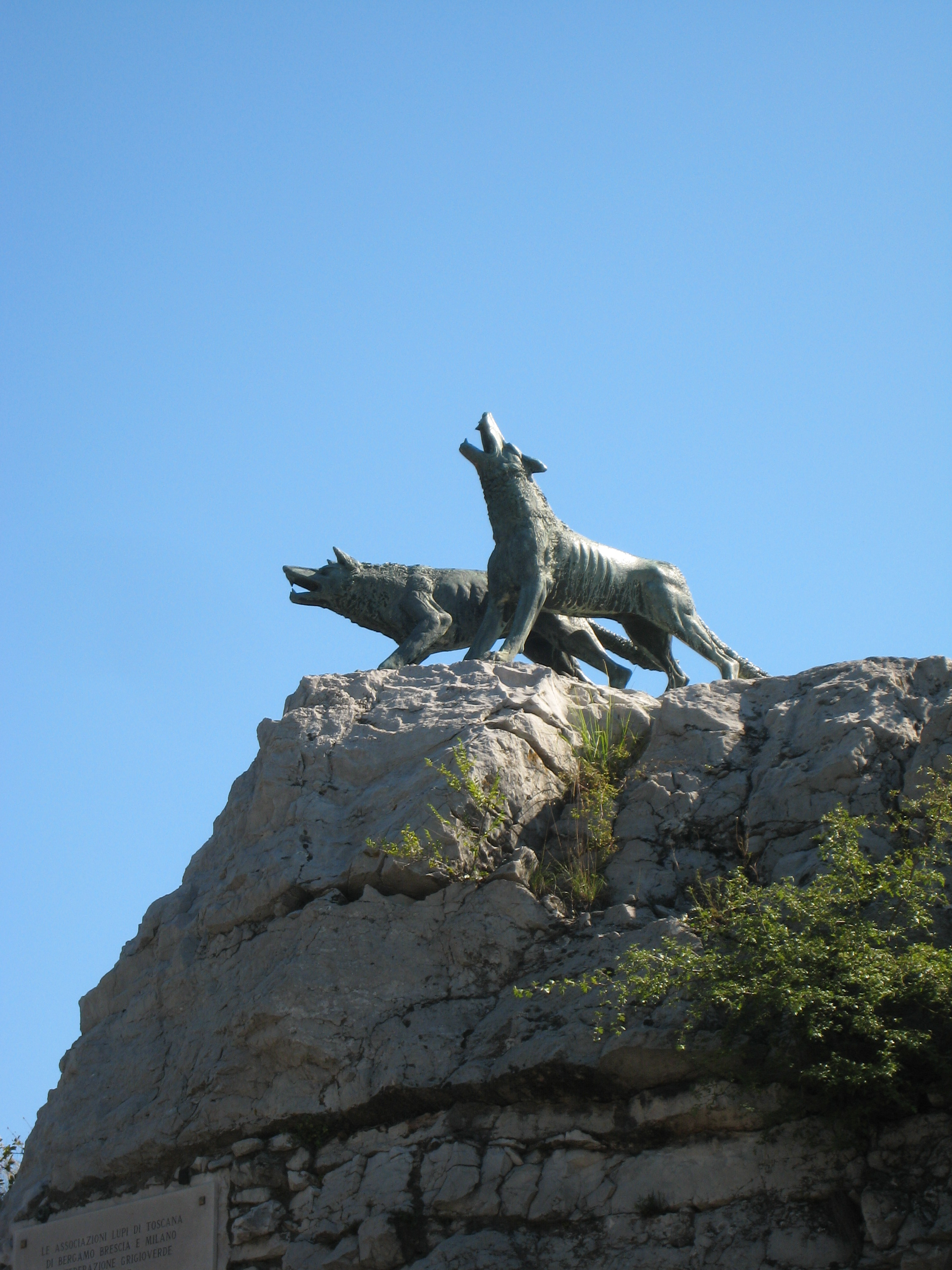
Il monumento alla Brigata Lupi di Toscana a San Giovanni di Duino

### Composizione

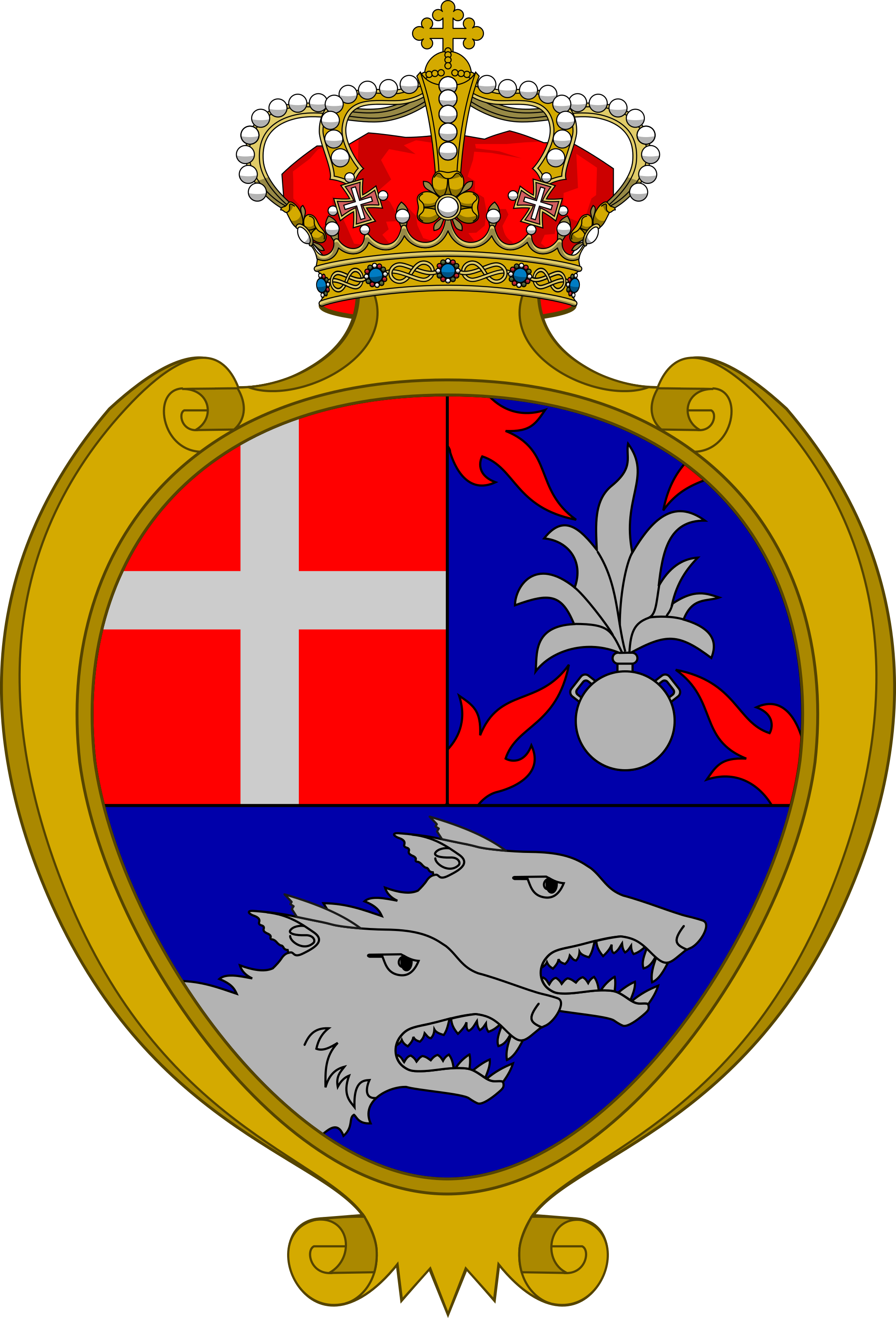
Lo stemma araldico del 77º Reggimento fanteria "Lupi di Toscana", 1939

- Comandante della fanteria divisionale: generale di brigata Claudio Gregori (dal 1º settembre 1942)
- 77º Reggimento fanteria "Lupi di Toscana"
  - Compagnia comando
  - tre battaglioni fucilieri
  - compagnia mortai da 81
  - batteria armi di accompagnamento da 65/17
- 78º Reggimento fanteria "Lupi di Toscana"
  - Compagnia comando
  - tre battaglioni fucilieri
  - compagnia mortai da 81
  - batteria armi di accompagnamento da 65/17
- 30º Reggimento artiglieria "Leonessa"
- 15ª Legione CC.NN. d'Assalto "Leonessa"
  - XIV Battaglione CC.NN. "Garibaldina"
  - XV Battaglione CC.NN. "Leonessa"
- VII Battaglione mortai da 81
- 7ª Compagnia cannoni controcarro da 47/32
- VII Battaglione genio
  - 7ª Compagnia mista telegrafisti/marconisti
  - 7ª Compagnia genio
- 30ª Sezione sanità
- 307º Autogruppo
- 13ª Sezione sussistenza
- 21ª Sezione CC.RR.

## Comandanti della divisione (1939-1943)
- Gen.D. Edmondo Rossi
- Gen.D. Ottavio Bollea (15 luglio 1939 - 9 gennaio 1941)
- Gen.B. Angelico Carta (interinale dal 10 al 17 gennaio 1941)
- Gen.B. Lauro Riviera (interinale dal 18 gennaio - 8 febbraio 1941)
- Gen.D. Gustavo Reisoli (11 febbraio 1941 - 4 maggio 1943)
- Gen.D. Pier Domenico Mazzari (interinale dal 28 marzo al 17 aprile 1941)
- Gen.D. Ernesto Cappa (25 maggio - 10 settembre 1943)

## Comandanti del 77º Rgt. f. "Lupi di Toscana" (1939-1943)

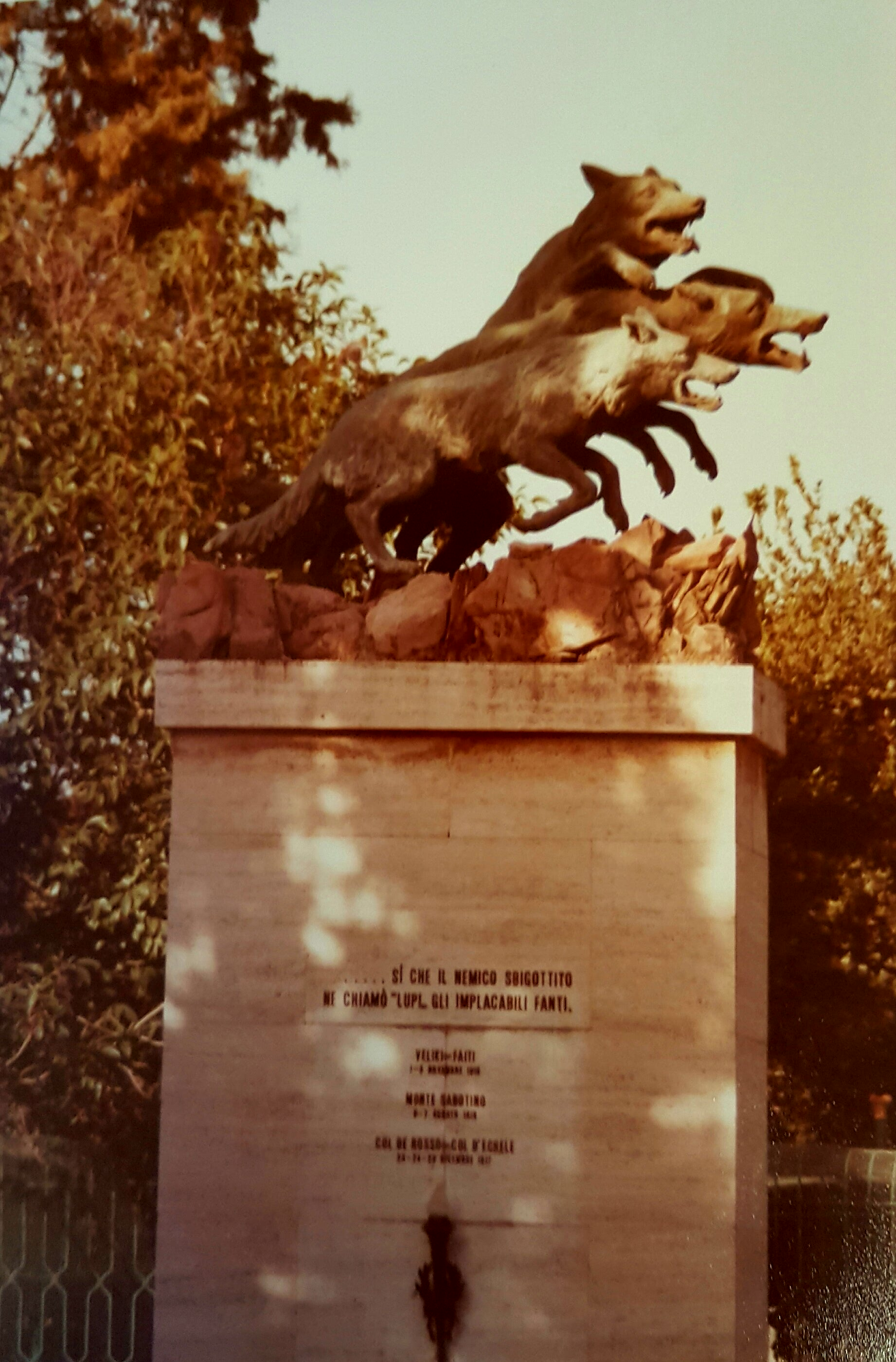
Statua dei Lupi di Toscana alla Caserma Gonzaga di Scandicci, 1983

- Col. Antonio Meneghetti
- Col. P. Giuseppe Bagna
- Col. Albino Biglia

## Comandanti del 78º Rgt. f. "Lupi di Toscana" (1939-1943)
- Col. Vittorio Ranise
- Col. Aldo Gentilini
- Ten.Col. Vincenzo Marano
- Ten.Col. Angelo Sulass
- Col. Carlo Vacchelli
- Col. Giuseppe Dragoni